# کارلتن، نیو ساوت ولز
کارلتن (به انگلیسی: Carlton) یک حومه شهر در استرالیا است که در نیو ساوت ولز واقع شده‌است.